# Festival del Huaso d'Olmué
El Festival del Huaso d'Olmué és un certamen musical anualment organitzat a la ciutat d'Olmué (Xile) des del seu inici el gener de 1970 al Parc El Patagual. L'esdeveniment és transmès en directe per televisió.

## Història
La primera edició del Festival va tenir lloc el 1970; va abastar diverses categories, totes relacionades amb tradicions del camp xilè: payadores, millor cueca cantada, millor tonada, prova de destresa a cavall i moda del huaso. El 1990, la durada del Festival es va reduir de quatre a tres dies i només es va conservar una competició folklòrica. Durant algun temps, es van integrar nous ritmes musicals, però el 1994 es va tornar a l'origen folklòric de l'esdeveniment, fent-se amb el temps no només folklore xilè, sinó també va sumar cantants d'altres països d'Amèrica Llatina. A partir de la versió de 2014, s'ha restablert la quarta nit.

## Presentadors i retransmissió per televisió

### Presentadors
Entre els presentadors del certamen hi ha Jorge Rencoret, Juan La Rivera (1993 i 1998-2003), Rodolfo Baier (1994), Juan Guillermo Vivado (1995-1997), Sergio Lagos (2004), Carlos Superocho Alarcón (2005), Leo Caprile (2006-2012), Cristián Sánchez (2013) i Julián Elfenbein i Karen Doggenweiler (2014 i 2015).

### Retransmissió per televisió
El Festival ha estat emès per televisió des de 1984 per diferents canals de televisió xilens: UCV Televisió (1984-1988), TVN (1989-1990 i 2014-2017), Chilevisión (1993-1997 i 2006-2013) i Canal 13 (1998-2004). La versió de 2005 no va ser televisada.

## Guanyadors
| Edició i any                         | Edició i any | Cançó                          | Intèrpret(s)                                                 | Autor i compositor                             | Canal de TV                  |
| ------------------------------------ | ------------ | ------------------------------ | ------------------------------------------------------------ | ---------------------------------------------- | ---------------------------- |
| I                                    | 1970         | «Paisaje de valle verde»       | Sergio Vargas Valenzuela                                     | Sergio Vargas Valenzuela                       | Sense transmissió televisiva |
| II                                   | 1971         | «Las tres Marías»              | Dúo hermanos León                                            | Carlos Miranda y Carlos White                  | Sense transmissió televisiva |
| III                                  | 1972         | «Corazón, corazón»             | Huasos Colchagüinos                                          | Alejandro González                             | Sense transmissió televisiva |
| IV                                   | 1973         | «Clarito»                      | José Luis Hernández                                          | Blanca Tapia y Lautaro Campos                  | Sense transmissió televisiva |
| V                                    | 1974         | «Los volantines del puerto»    | Conjunto Ecos de la Tradición                                | Carlos Verdugo                                 | Sense transmissió televisiva |
| VI                                   | 1975         | «Por qué habís cambia'o tanto» | Marco Antonio Cortés                                         | María Eugenia Romo González                    | Sense transmissió televisiva |
| VII                                  | 1976         | «Viva Chile»                   | Jorge Cavada                                                 | Luis Bahamondes Alvear                         | Sense transmissió televisiva |
| VIII                                 | 1977         | «Veredita de Olmué»            | Sergio Lillo                                                 | Jaime Atria                                    | Sense transmissió televisiva |
| IX                                   | 1978         | «Un rodeo a la chilena»        | Jorge Cavada                                                 | Luis Bahamondes Alvear                         | Sense transmissió televisiva |
| X                                    | 1979         | «Yerbatero montañés»           | Los Hermanos Morales de Lolol                                | Pedro Yáñez Betancourt                         | Sense transmissió televisiva |
| XI                                   | 1980         | «Canto al cantar»              | Chacareros de Paine                                          | Hugo Gómez Avendaño                            | Sense transmissió televisiva |
| XII                                  | 1981         | «Dicen que tú me querías»      | Chacareros de Paine                                          | Leonardo Vargas                                | Sense transmissió televisiva |
| XIII                                 | 1982         | «Romance del pescador»         | Reinaldo Moe y Los Parkas                                    | Yolanda Urrutia                                | Sense transmissió televisiva |
| XIV                                  | 1983         | «Era el abuelo un campesino»   | Trío Azul                                                    | Jaime Cerda                                    | Sense transmissió televisiva |
| XV                                   | 1984         | «Lunita del verde valle»       | Tito Manríquez, Margarita Alarcón y el dúo González Carrasco | Hernaldo Benjamín Manríquez                    | UCV Televisión               |
| XVI                                  | 1985         | «De risa y llanto»             | Grupo Lafquén                                                | Luis Plaza Ibarra                              | UCV Televisión               |
| XVII                                 | 1986         | «Tonada de primavera»          | Los Surcadores del Viento                                    | Hugo Castillo Salinas y Eduardo Castro Urrutia | UCV Televisión               |
| XVIII                                | 1987         | «Rosa nevada»                  | Tito Manríquez y los Pregoneros del Alba                     | Haroldo Roach Medina                           | UCV Televisión               |
| XIX                                  | 1988         | «Tan flaca como una espiga»    | Yayo Castro y Los Surcadores del Viento                      | Hugo Castillo Salinas y Eduardo Castro Urrutia | UCV Televisión               |
| XX                                   | 1989         | «Maldita la suerte mía»        | Yayo Castro y Los Surcadores del Viento                      | Hugo Castillo Salinas y Eduardo Castro Urrutia | TVN                          |
| XXI                                  | 1990         | «Al cantor ausente»            | Los Afuerinos                                                | Héctor Morales Romo                            | TVN                          |
| XXII                                 | 1991         | «Loceros de Pomaire»           | Mireya Pérez y Los Arrieros                                  | Hugo Lagos Arellano                            | TVN                          |
| XXIII                                | 1992         | «Falucho maulino»              | Cristián "Lolo" Díaz y Los Maulinos                          | Pedro Plaza                                    | UCV Televisión               |
| XXIV                                 | 1993         | «Valparaíso amigo»             | Estudiantina de La Chimba                                    | Pedro Plaza                                    | RTU                          |
| XXV                                  | 1994         | «Y aunque le dije mil veces»   | Sandra Ramírez y Las Voces del Monte                         | Sandra Ramírez                                 | Chilevisión                  |
| XXVI                                 | 1995         | «Buena la atajá»               | Grupo Lafquén                                                | Cecil González                                 | Chilevisión                  |
| XXVII                                | 1996         | «La fiesta del pescador»       | Voces del Río                                                | Ramón Lagos Mardones                           | Chilevisión                  |
| XXVIII                               | 1997         | «La cueca del circo»           | Altamar                                                      | Víctor Hugo Campusano                          | Chilevisión                  |
| XXIX                                 | 1998         | «Ayer cuando me dijeras»       | Marcela Moreira y Grupo El Arca                              | José Cornejo Aliaga                            | Canal 13                     |
| XXX                                  | 1999         | «Palomita de Melipilla»        | Los Cántaros                                                 | Loreto Valenzuela Baudrand                     | Canal 13                     |
| XXXI                                 | 2000         | «Por las cosas del amor»       | Los Huasos Hidalgos                                          | Luis Ignacio Bastarrica Molina                 | Canal 13                     |
| XXXII                                | 2001         | «Entre ranchera y tonada»      | Voces de Aysén                                               | Jorge Arturo Chávez                            | Canal 13                     |
| XXXIII                               | 2002         | «Voy navegando, navegando»     | Mito Manutoma Matoma y Mai Hiva                              | Elías Llanos Canales                           | Canal 13                     |
| XXXIV                                | 2003         | «Nativa»                       | Los Sayas                                                    | Danny Rodríguez                                | Canal 13                     |
| XXXV                                 | 2004         | «Viene tu fantasma»            | Claudio González                                             | Claudio González                               | Canal 13                     |
| XXXVI                                | 2005         | «María de La Pintana»          | Altamar                                                      | Víctor Hugo Campusano                          | —                            |
| XXXVII                               | 2006         | «Por los canales»              | Sergio Veas Muñoz y grupo                                    | Sergio Veas Muñoz                              | Chilevisión                  |
| XXXVIII                              | 2007         | «Voy a cantar'e una cueca»     | Grupo Tradiciones                                            | Katherine Raggio y Javier Pérez                | Chilevisión                  |
| XXXIX                                | 2008         | «Luna, lunita de miel»         | Gabriel Betancur y Pedro Castillo Calbullanca                | José Gabriel Betancur Mora                     | Chilevisión                  |
| XL                                   | 2009         | «Arriba en la cordillera»      | Patricio Manns                                               | Patricio Manns                                 | Chilevisión                  |
| XLI                                  | 2010         | «Medley Víctor Jara»           | Hermanos Coulon, Pascuala Ilabaca y la Tripulación           | Víctor Jara                                    | Chilevisión                  |
| XLII                                 | 2011         | «Ave de luz»                   | Mario Rojas y músicos                                        | Mario Rojas                                    | Chilevisión                  |
| XLIII                                | 2012         | «Arriba quemando el sol»       | La Guacha                                                    | Violeta Parra                                  | Chilevisión                  |
| XLIV                                 | 2013         | «La viuda de Tenaún»           | Panchy Rojas y grupo                                         | Roberto Rojas Montepardo                       | Chilevisión                  |
| XLV                                  | 2014         | «Sube a nacer conmigo hermano» | Silvestre                                                    | Los Jaivas                                     | TVN                          |
| XLVI                                 | 2015         | «Chile llora melodías»         | Los Tricolores                                               | Sebastián Vega Ponce                           | TVN                          |
| XLVII                                | 2016         | «Nuestro amor será feliz»      | Voces de Aysén                                               | José Arturo Chávez Saldivia                    | TVN                          |
| XLVIII                               | 2017         | «Tras la huella del tiempo»    | Yayo Castro y Los Surcadores del Viento                      | Eduardo Castro Urrutia                         | TVN                          |
| XLIX                                 | 2018         | «Zambos caporales»             | Winston Moya y Vendaval                                      | Winston Moya Reyes                             | TVN                          |
| L                                    | 2019         | «Del Ñielol vienen bajando»    | Miguel Ángel Pellao y Grupo Kantarauco                       | Didier González Astudillo y Eduardo Guajardo   | TVN                          |
| LI                                   | 2020         | «María Querida»                | Sergio Veas y Los Cuatro Vientos                             | Iván Saravia Parra                             | TVN                          |
| No es fa per la Pandèmia de COVID-19 |              |                                |                                                              |                                                |                              |
| LII                                  | 2023         | —                              | —                                                            | —                                              | TVN                          |
| LIII                                 | 2024         | —                              | —                                                            | —                                              | TVN                          |

## Guardó
La cançó guanyadora rep el Guitarpín d'Or.